# هانتینگتون استیشن (نیویورک)
هانتینگتون استیشن (به انگلیسی: Huntington Station) یک منطقهٔ مسکونی در ایالات متحده آمریکا است که در شهرستان سافک، نیویورک واقع شده‌است. هانتینگتون استیشن ۱۴٫۲ کیلومتر مربع مساحت و ۳۳٬۰۲۹ نفر جمعیت دارد و ۶۶ متر بالاتر از سطح دریا واقع شده‌است.